# 烏格里尼奇
51°40′23″N 25°24′36″E / 51.67306°N 25.41000°E
烏格里尼奇（烏克蘭語：Угриничі），是烏克蘭的村落，位於該國西部沃倫州，由卡明-卡希尔斯基区負責管轄，面積1.5平方公里，海拔高度145米，2001年人口623，人口密度每平方公里493.33人。